# 王继镕
王继镕（?—?），一作王继镛，五代十国時期光州固始（今河南固始）人，閩國惠宗王延钧第三子。陈金凤所生。
935年十月十九，王继鹏和李仿抢先发动兵变，将继母陈金凤、胞弟王继韬和父亲王延钧一齐杀死。王继鹏即位为闽康宗。康宗王继鹏罢黜胞兄王继严的兵权，任命王继镕判六军。